# Letana recticercis
Letana recticercis är en insektsart som beskrevs av Lucien Chopard och Dreux 1966. Letana recticercis ingår i släktet Letana och familjen vårtbitare. Inga underarter finns listade i Catalogue of Life.